# SL-79
SL-79 (forkortelse for Sporvogn Ledd bestilt i 1979) er en type sporvogne udformet som ledvogne, der benyttes på Oslos sporveje. Der er leveret 40 sporvogne fordelt på to serier. De første 25 vogne, SL-79/I, blev sat i drift i 1982, mens de sidste 15, SL-79/II, fulgte i 1989. De to serier ligner hinanden meget, om end SL-79/II har et lidt anderledes interiør, ligesom der er nogle mindre tekniske forskelle. Derudover blev SL-79/I leveret med en enkelt bagdør i venstre side, som SL-79/II ikke har. De første 10 vogne blev produceret af Duewag i Düsseldorf og resten af Strømmens Værksted (siden 1988 EB Strømmens Verksted). Vognene har 71 siddepladser og 66 ståpladser.
Ved leveringen fra Strømmens Værksted til Oslo benyttedes NSB's spornet. Vognene blev koblet til et diesellokomotiv og trukket til det nuværende sporterræn ved Oslo S. I begyndelsen af 1980'erne var der et forbindelsesspor, som gjorde det muligt at skubbe vognene over på sporvejsskinnerne. Her blev strømaftageren hævet, hvorefter sporvognene kunne køre til remisen i Holtet for egen kraft.
I dag er SL-79 den eneste type sporvogn, der benyttes i normal drift på linjerne til Majorstuen (11, 12 og 19). Desuden benyttes de sammen med de nyere SL-95 på linje 13. Derimod benyttes de normalt ikke på Ullevål hageby-linjen (linje 17 og 18) til Rikshospitalet, da endestationen der ikke har en vendesløjfe, der er nødvendig for at vende SL-79, der kun har en vognstyrerplads i den ene ende. Den tidligere endestation på Ullevål hageby-linjen, John Colletts plass, har dog en vendesløjfe.
Til trods for deres alder anser trafikselskabet Ruter Sl-79 for at være robuste vogne i god teknisk stand. Interiøret er dog noget slidt, og en del vogne har rustskader. Derudover lever de ikke op til kravene om universelt design, da de har højt gulv. Ruter lagde derfor i 2011 op til, at en plan for udfasning af de ældste vogne burde træde i kraft senest i 2017, mens SL-70/II kan holdes i drift til omkring 2025-2028.